# Торопиніно
Торопи́ніно (рос. Торопынино) — присілок у складі Афанасьєвського району Кіровської області, Росія. Входить до складу Пашинського сільського поселення.
Населення становить 12 осіб (2010, 14 у 2002).
Національний склад станом на 2002 рік — росіяни 64 %, комі-перм'яки 36 %.